# La Divina Congrega
La Divina Congrega è una graphic novel in formato francese edita in Italia da Sergio Bonelli Editore esclusivamente in formato cartonato a colori con l'etichetta Audace. La serie, che trae ispirazione dalla Divina Commedia di Dante Alighieri, è comparsa per la prima volta nel novembre 2021 e ha una cadenza non predefinita.
La Divina Congrega è ambientata nel Rinascimento italiano e mette insieme personaggi storici e di fantasia. Oltre a Dante Alighieri, tra essi figurano Leonardo Da Vinci, Lorenzo il Magnifico, il cimmero Otello, la Venere di Botticelli, Cristoforo Colombo e la maga Circe.

## Pubblicazioni
| N° | Data           | Titolo                            | Soggetto e sceneggiatura               | Disegni                            | Colori             | Copertina      |
| -- | -------------- | --------------------------------- | -------------------------------------- | ---------------------------------- | ------------------ | -------------- |
| 1  | Novembre 2021  | Canto I. La diritta via           | Marco Nucci e Giulio Antonio Gualtieri | Giorgio Spalletta e Matteo Spirito | Francesco Segala   | Matteo Spirito |
| 2  | Novembre 2022  | Canto II. Nella selva oscura      | Marco Nucci e Giulio Antonio Gualtieri | Giorgio Spalletta e Matteo Spirito | Claudia Giuliani   | Matteo Spirito |
| 3  | Settembre 2023 | Canto III. Il furioso Orlando     | Marco Nucci e Giulio Antonio Gualtieri | Alessio Petillo e Simone Pace      | Valeria De Sanctis | Matteo Spirito |
| 4  | Maggio 2024    | Canto IV. L'Orlando innamorato    | Marco Nucci e Giulio Antonio Gualtieri | Antonello Cosentino e Simone Pace  | Valeria De Sanctis | Matteo Spirito |
| 5  | Ottobre 2024   | Canto V. Il mistero del Boccaccio | Marco Nucci e Giulio Antonio Gualtieri | Francesco Biagini e Paolo Gallina  | Claudia Giuliani   | Matteo Spirito |
| 6  | Aprile 2025    | Canto VI. La penna e la spada     | Marco Nucci e Giulio Antonio Gualtieri | Francesco Biagini e Paolo Gallina  | Claudia Giuliani   | Matteo Spirito |